# Anesthésie locorégionale du nerf alvéolaire inférieur
L'anesthésie locorégionale du nerf alvéolaire inférieur (aussi appelée "tronculaire" ou "à l'épine de Spix" ou encore "Spix") est une technique qui anesthésie le nerf alvéolaire inférieur avant qu'il ne pénètre dans le foramen mandibulaire.Les territoires innervés par le nerf alvéolaire inférieur sont les dents et l’os alvéolaire mandibulaires, la lèvre inférieure et le menton.
Un complément anesthésique peut être réalisé pour anesthésier la gencive vestibulaire (innervée par le nerf buccal) et la gencive linguale (innervée par le nerf lingual). Le nerf alvéolaire inférieur est une branche du nerf mandibulaire, troisième branche du nerf trijumeau (5ème paire de nerfs crâniens).

## Symptômes de l'anesthésie
L'administration d'un produit anesthésiant au voisinage du foramen mandibulaire provoque l’anesthésie du nerf alvéolaire inférieur et parfois du nerf lingual voisin par diffusion. Chez les patients, cela entraîne une perte de la sensibilité :
- des dents mandibulaires (via le nerf alvéolaire inférieur) ;
- de la lèvre inférieure et du menton (via le nerf mentonnier) ;
- de la  langue et de la gencive linguale (via le nerf lingual).

Le patient ressent un engourdissement et des picotements de la lèvre inférieure et parfois de la langue.
Il peut aussi ressentir « une décharge électrique » jusqu’au menton ou jusqu’à la langue, si l’aiguille passe très proche respectivement du nerf alvéolaire inférieur ou du nerf lingual. Ce symptôme n'est que momentané et l'anesthésie agira rapidement.

## Techniques d'injection
Il existe un certain nombre de techniques couramment utilisées pour réaliser une anesthésie locorégionale du nerf alvéolaire inférieur :
- La technique d’anesthésie conventionnelle à main levée, réalisée à partir de repères ostéomusculaires. Le point de pénétration de l’aiguille se situe au milieu du triangle à base supérieure formé, lors de l’ouverture buccale maximale, en dehors par le bord antérieur de la branche mandibulaire, en dedans par le muscle ptérygoïdien médial et en haut par le muscle ptérygoïdien latéral. L’aiguille est introduite jusqu’au contact osseux (environ 20 mm) alors que le corps de la seringue est orienté vers les prémolaires ou les molaires controlatérales. Le taux de réussite de cette technique est estimée, selon les études, entre 20% et 60%[4],[5], voire 81%[6].

- La technique de Gow-Gates, inventée par le dentiste australien George A.E. Gow-Gates au milieu des années 1970. L'aiguille est dirigée vers le col du condyle juste sous l'insertion du muscle ptérygoïdien latéral[7]. Cette technique est indiquée pour une anesthésie plus étendue ou en cas d'échec de la technique à main levée. Le taux de réussite de cette technique est, selon les études, de 84%[8] à 92%[6], mais l'anesthésie prend en environ 5 minutes[8].
- La technique Vazirani-Akinosi, inventée par Sunder J. Vazirani en 1960 puis réintroduite en 1977 par Oyekunle J. Akinosi. Cette technique d'injection est réalisée bouche fermée : la seringue est "avancée parallèlement au plan occlusal maxillaire au niveau de la jonction mucogingivale maxillaire" [9]. Cette technique est indiquée en cas de trismus, lorsque le patient ne peut pas ouvrir suffisamment la bouche. Le taux de réussite de cette technique est de 79% en 3 minutes, et 95% en 5 minutes[8].

## Complications
- L'effet indésirable le plus couramment observé est une auto-morsure de la lèvre ou de la langue, ou encore une auto-brûlure causée par la consommation d’aliments trop chaud. Cela se produit souvent chez les enfants, en particulier chez ceux ayant des troubles de l’apprentissage[10].
- Un hématome peut survenir en cas de lésion vasculaire.
- L'aiguille peut traumatiser des fibres musculaires, provoquant un trismus.
- Si l’aiguille est positionnée trop en arrière, l’injection se fait dans la région parotidienne. Cela entraîne une paralysie faciale transitoire du nerf facial (7ème paire de nerfs crâniens) avec pour conséquence une incapacité de fermer la paupière et l'affaissement de la commissure labiale du côté affecté, pendant quelques heures.
- Si l’aiguille est positionnée trop en avant, seul le nerf lingual est anesthésié (mais pas le nerf alvéolaire inférieur).
- Plus rarement, cette anesthésie peut provoquer une infection de l'espace ptérygomandibulaire[11],[12]. En effet, la cavité buccale contient de nombreuses bactéries qui sont rendues normalement inoffensives grâce à la barrière muqueuse. Cependant, si elles sont inoculées dans les tissus mous lors d'une injection, elles peuvent devenir pathogènes.